# يونييسكي راميريز
يونييسكي راميريز هو لاعب كرة طائرة شاطئية من كوبا. فاز بالميدالية الذهبية مرتين. وذلك في بطولة أمريكا الشمالية للكرة الطائرة الشاطئية (رجال) موسم 2007 في غواتيمالا وموسم 2009 في بويرتو فالارتا.

## ميداليات
في أبريل 2009، فاز أيضا بالميدالية البرونزية في دورة الألعاب الألبية الثالثة في سييغو دي افيلا، كوبا. كما فاز بالشراكة بالميدالية البرونزية في دورة الألعاب الوطنية الكوبية لعام 2008.